# هجوم المحمرة 1837
هجوم المحمرة هو هجوم صاعق جرى سنة 1253هـ/1837م دبره والي بغداد الوزير علي رضا باشا على مدينة المحمرة، ولم يتركها إلا بعد تدميرها بالكامل. وسبب الهجوم غير مؤكد، فقد ذكر حسين خزعل في كتابه تاريخ الكويت السياسي أن الهجوم سببه تنامي المدينة وميناؤها، والخوف من أن تنافس ميناء البصرة القريب منها، لذلك قرر العثمانيون الهجوم عليها وتدميرها. أما الرأي الآخر فقد ذكر بأن المحمرة امتنعت عن دفع الضرائب المقررة، وأبدى حاكمها الاستعداد للزحف على البصرة والاعتداء على بعض أملاكها،

## الخلفية
كانت البصرة هي الميناء الوحيد في شط العرب وإليها ترد جميع الأموال التجارية من البلاد المجاورة للعراق دون أن يزاحمها أي ميناء آخر، ثم شيدت مدينة المحمرة سنة 1229هـ/1812م على يد يوسف بن مرداو شيخ قبيلة البوكاسب من بني كعب (إمارة المحمرة)، وسبب تسميتها بالمحمرة هو زراعتها للأرز الأحمر. فبدأ مرفئها التجاري يأخذ حيزا في المدينة بسبب اتصال نهر كارون بشط العرب عندها ثم يصب في الخليج. وقد توسعت باطراد خلال فترة قصيرة، فتحولت الی أحد أکبر الموانئ للسفن التجارية والشراعية، حيث تفرغ فيها بعض الأموال التجارية العائدة إلى الكويت وإيران وغيرهما، وظهرت فيها علائم التقدم حيث تمكنت من جذب جزءًا كبيرًا من تجارة البصرة، لاسيما بعد أن ضربتها الكوليرا سنة 1821م، ثم اندلاع النزاع الداخلي بين داود باشا وعلي رضا باشا سنة 1831م مما أصاب البصرة وميناؤها بأضرار كبيرة استفادت منها حتى الكويت. ولكن ذلك لم يرق للدولة العثمانية خوفا من تقليل أهمية ميناء البصرة، وبالذات عندما لم تُظهر المحمرة جليًا تبعيتها، إذ كانت تتنازع ملكيتها كل من الدولة العثمانية والفرس. وكانت كعب في وقت الهجوم منقسمة على نفسها إلى قسمين: قسم في المحمرة وعبادان برئاسة الحاج جابر بن مرداو وتتألف قبائلها من المحيسن والدريس والنصار، والقسم الآخر في الفلاحية برئاسة الشيخ «ثامر بن غضبان» وعشائرها من البوغبيش ومقدم والعساكرة وغيرها. ولم تكن كلمتها مجتمعة حتى تعد العدة لردع أي هجوم مفاجئ.

## التدخل البريطاني الفرنسي

### المحمرة مركز للمواصلات بين الهند ولندن
كانت حكومة الهند البريطانية مهتمة بالبحث عن أقصر الطرق للاتصال بين الهند والحكومة المركزية في لندن، ففي سنة 1832م جاب العقيد فرنسيس جسني الصحراء السورية وانحدر في نهر الفرات من عانة إلى البصرة بواسطة قارب شراعي، ثم عاد إلى لندن ومعه خطة كاملة لإنشاء ملاحة بخارية في نهر الفرات، فتمكن من إقناع مجلس العموم والملك ويليام الرابع بتخصيص الأموال لبعثة أخرى، فكانت بعثة الفرات الشهيرة التي بدات سنة 1835م وأتمت مسيرتها بصعوبة، فكانت نتيجتها هي محاولة العقيد جسني لإقناع حكومة الهند بجعل المحمرة مركزًا للمواصلات بين الهند ولندن بدلاً من البصرة على اعتبار أنها مهيئة أفضل من البصرة في نقل البريد من السفن البحرية من الهند إلى السفن النهرية عبر الفرات. لذلك نشط الإنجليز في دراسة إمكانية الاستفادة من هذا الميناء الناشىء واتصلوا بشيوخ بني كعب. كما أن التجار الإنجليز استخدموا المحمرة لتكون قاعدة لهم في تهريب بضائعهم إلى العراق، حيث كان الجمرك في المحمرة أقل بكثير من جمرك البصرة.

### رد فعل الفرنسيين والعثمانيين
رأى فونتانييه نائب القنصل الفرنسي في بغداد أن الاتصالات المباشرة بين المقيم البريطاني في بوشهر وشيخ المحمرة يعد خطرًا على هذا ميناء البصرة. فدائرة اختصاص هذا المقيم تشمل الإمارات العربية المطلة على الخليج التي أرغمت على توقيع معاهدة 1820 مما أعطى بريطانيا السيطرة الكاملة عليها. وخشي فونتانييه أن يقوم المقيم البريطاني في بوشهر على تحويل المحمرة إلى نفس مصير تلك الإمارات العربية. فأخذ يحرض علي رضا باشا (والي بغداد) على أن يستولي على المحمرة قبل أن يسبقه الإنجليز إليها، فاقتنع رضا باشا ليس لهذا السبب بل خوفًا من التدهور الاقتصادي للبصرة بسبب المحمرة. فأخذ يفكر جديًا بضرورة توجيه ضربة قاصمة ضد الازدهار التجاري في المحمرة، خصوصا أن مشروع العقيد جسني جعل تلك المدينة هي مركز لخط المواصلات بين الهند ولندن بدلاً من البصرة. كما لاحظ تعاون القبائل العربية بين بعضها البعض في المساهمة في تجارة التهريب، وهذا يهدد سيادة الدولة العثمانية على العراق.

## الهجوم على المحمرة

### التوجه نحو المحمرة
في سنة 1253هـ/1837م امتنعت المحمرة عن دفع الضرائب لبغداد، وأبدى حكامها استعدادهم للزحف على البصرة والتعدي على أملاكها، خصوصًا بعد أن نالوا زوارق من الشيخ جابر الصباح ووضعوها في نهر بهمشير. فخرج علي باشا من بغداد إلى البصرة سنة 1253هـ/1837م بجيش يتكون من الجيوش النظامية ومن الأرناؤوطيين، وانضم إليه 12 ألف مقاتل من العشائر العربية مثل عشيرة عقيل ورئيسها سلمان وعشيرة طيء ورئيسها فارس وعشيرة زبيد ورئيسها وادي وعشيرة حمير، إلا أنه لم يعلن رسميًا الجهة التي يريد الزحف عليها، فظن البعض أنه يريد عشائر الجنوب المحيطة بالبصرة لتأديبها، حيث كانت كثيرًا ما تحدث القلاقل والاضطرابات وتكدر صفو الأمن. وسار جيش بغداد بحاذاة الضفة اليمنى لنهر دجلة، وكان تحت تصرفه أسطول نهري يحمل الذخيرة وعلف الدواب. وعندما شارف علي باشا البصرة التحقت به بعض العشائر النجدية بقيادة ابن مشاري شيخ الزبير، وبعض عشائر المنتفق بقيادة طلال، فعسكرت تلك الجموع في نهر المعقل شمالي البصرة، وأخذت تعد العدة لمهاجمة المحمرة. ولما كان الهجوم على ميناء المحمرة يتطلب قدرًا من السفن فقد كتب علي باشا إلى جابر الصباح أمير الكويت يطلب منه العون اللازم دون أن يشرح له غرض ذلك. وعندما استكملت القوات -قيل أن تعدادها 70,000 مقاتل- نصب الوزير جسرًا على شط العرب قريبًا من القرنة، لينقل جيشه إلى الضفة اليسرى من شط العرب حيث حط رحاله عند قرية كردلان قبالة البصرة. ثم أمر الجيش بالعبور والتوجه إلى المحمرة، وعندما وصلت القوات إلى نهر الدربند قسمها إلى قسمين، قسم يهاجم المحمرة من البر والقسم الآخر يهاجمها من البحر وهو الذي التحقت به القوة الكويتية.

### الهجوم
تجمعت في المحمرة جميع القبائل الخاضعة للكعبيين، حتى قدر عددهم بحوالي 25 ألف شخص، ولكنهم لم يكونوا يمتلكون سوى مدفع قديم انفجر عند الإطلاقات الأولى. وفي صباح الإثنين 20 رجب 1253هـ/1837م هوجمت المحمرة من الجهتين بعد أن مهد لها بقصف حام ومتواصل، ودام القتال على أشده 3 أيام، وفي يوم الأربعاء 22 رجب استولى علي باشا على المحمرة، ولكنه قبل دخوله جرى إفراغ المدينة من ساكنتها، فهرب معظمهم إلى فارس، بينما فر الباقون إلى سواحل الخليج. فأمر والي بغداد بدك الأسوار وهدم دورها وأباح النهب والسلب لثلاثة أيام. ولم يدر بخلد كعب يومها أن علي باشا سيفاجئهم بمثل تلك القوات ليدمر بها مدينتهم دونما ذنب أو إساءة اقترفوها تدعو لتلك القسوة. فقد كان الدمار ليس اقتصاديًا فحسب بل كان دمارًا في المباني والأسوار. وقد أراد أن يكمل مسيره نحو الفلاحية للقبض على الشيخ ثامر «شيخ بني كعب»، فلما رأى الشيخ ثامر ذلك فر إلى الكويت حيث احتمى مؤقتا بالشيخ جابر (وقيل فر إلى هنديان). فلما عجز الباشا عن الإمساك بالشيخ ثامر فترت حماسته، بالإضافة إلى استقباله مبعوثين من الفرس قدموا للاحتجاج على انتهاك الحدود الفارسية، وكذلك دخول الشتاء ونقص المؤن التي كانت تجهز من البصرة، وهبوط الانضباط بين القوات العثمانية المرابطة في المحمرة، كل ذلك أجبر علي باشا بالخروج من المدينة.

### مابعد الهجوم
عاد الشيخ ثامر بعد اتفاقه مع علي رضا باشا باعلان تبعيته للبصرة وليس لبوشهر. إلا أن الشيخ جابر بن مرداو لم يرضخ لواقعه بعد أن رأى خراب بلدته المحمرة، فالتجأ إلى بوشهر طالبًا مساعدة الفرس، وعاد إلى المحمرة ليعيد بناؤها. ولكنه في النهاية عقد العزم على السفر إلى الكويت والتفاهم مع الوزير علي باشا، فجهز لهذا الغرض سفنه وحمل معه بعض الخيول العربية والهدايا الثمينة وسافر إلى الكويت ليقدمها هدية إلى الوزير علي رضا باشا ويستكشف السبب الذي جاء به للقيام بمهاجمة المحمرة. فاجتمع بالباشا الذي أخبره بالأسباب التي ذكرت آنفا دون أن يزيد سببًا آخر، فاعتذر إليه الحاج جابر قائلا له:«إن بني كعب ميالون إلى جهة الدولة العثمانية إذا ماصفت لهم وأنهم على أتم الاستعداد لمناصرتها متى ما رغبت ولم يشقوا عليها عصا الطاعة في يوم ما». فسر الباشا لهذه المقولة وخلع عليه خلعة ثمينة وأمره بالعودة إلى المحمرة لتولي شؤونها من جديد.

## ردود فعل الدولة القاجارية
عندما علم محمد علي شاه بالنكبة التي حلت بالمحمرة أمر سفيره السابق لدى الباب العالي ميرزا جعفر خان بالسفر حالا إلى اسطنبول لمعرفة الأسباب الحقيقية وراء الهجوم وتقديم احتجاج شديد ضد اعتداء الوالي علي باشا. ولدى وصوله عقد السلطان محمود خان ديوانًا خاصًا بحضور الوفد القاجاري والصدر الأعظم ووزير الخارجية بحضور سفيري بريطانيا وروسيا وعدد من السفراء المعتمدين لدى الباب العالي. وفي هذا الاجتماع طالب رئيس الوفد القاجاري إنزال العقوبات الرادعة بوالي بغداد أزاء تصرفه الأهوج، وتعويض إيران عن الخسائر التي لحقت بالمدينة والتي قدرت بما يعادل مليون جنيه استرليني، وإلا فإنها ستحتفظ بحقها في اتخاذ الإجراءات المانعة لذلك. ولكن لم تسفر وفادة جعفر خان للباب العالي عن نتائج إيجابية، فقد كانت وجهة نظر السلطان والبلاط أن الهجوم على المحمرة كان يرمي إلى تأديب الرعايا العثمانيين المتمردين في المحمرة التي هي جزء من إيالة بغداد، وأنه يتمتع بسلطات واسعة لتأديب الرعايا الخارجين عن القانون، وأن على القاجار أن يكفوا أيديهم عن التدخل في شؤون الوالي الداخلية.

### تضامن والي السليمانية
ولكن الموقف ازداد خطورة عندما أعلن والي السليمانية عبد الله باشا باساك المعروف بتعاطفه مع القاجار تمرده عليهم، وتضامنه مع والي بغداد تقديرًا لموقفه الصلب أزاء التعويضات المالية واستنكار مذبحة المحمرة، فقامت الحكومة القاجارية بتجريد حملة عسكرية للقضاء على التمرد بقيادة رضاقلي خان والي كردستان الإيرانية، وتعيين محمود باشا بابان واليًا على السليمانية، فاحتلت القوات الفارسية مدينة السليمانية، ولكن سرعان ما تراجعت تلك القوات إلى داخل حدودها بعد فشل مهمتها وقيام العثمانيين بالاستنفار على الحدود.

### محاولة القاجار للانتقام
في سنة 1839 جرت معركة نزيب بين العثمانيين وحملة ابراهيم باشا، وكانت نكبة للعثمانيين، فاستغلها الفرس ليثأروا من تدمير المحمرة التي اعتبروها طعنة من الخلف للدولة الفارسية التي كانت تقاتل وقتها في أفغانستان وفي الخليج ضد الإنجليز في آن واحد. فسعى شاه فارس إلى عقد اتفاق مع حكومة محمد علي، إلا أن الدبلوماسية البريطانية قد لعبت دورًا رئيسًا في إحباطه بعد أن حصل القنصل البريطاني في مصر على وعد من محمد علي بعدم القيام بغزو العراق. واتبعت الحكومة العثمانية سياسة عاطفية لتحول دون وقوع اتفاق فارسي-مصري، فكتبت إلى محمد علي تقول:«إن أعداء الدين والوطن قد طمعوا فينا من جميع الاتجاهات، ولاسيما أن الفرس انتهزوا الموقف الحالي فرصة للتفكير بتدبير هجوم على بغداد بأسباب مصطنعة، وأن الأمر قد يؤدي إلى حرب بين الدولتين العثمانية والقاجارية».